# Johannes Pistorius der Jüngere

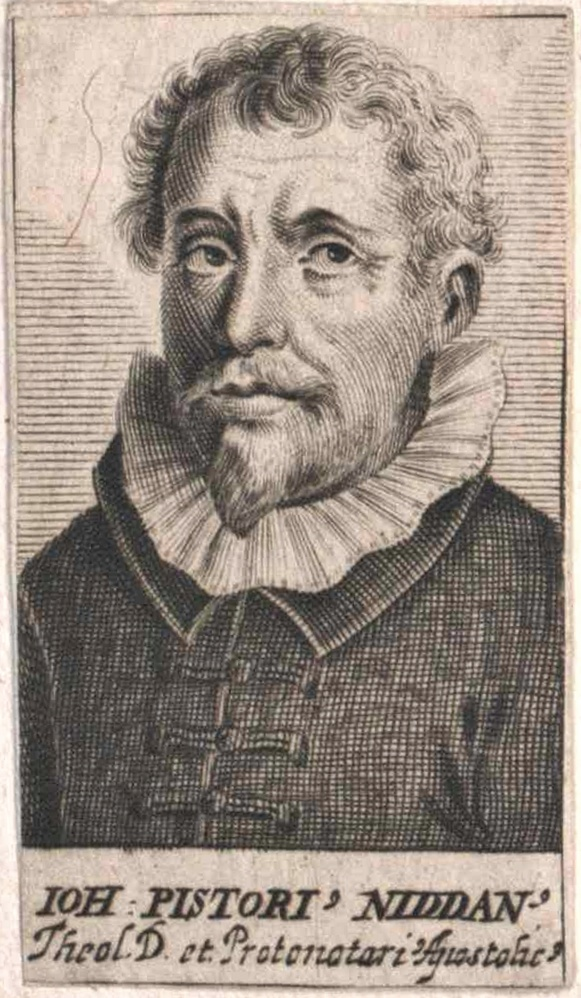
Johannes Pistorius der Jüngere, zeitgenössischer Stich

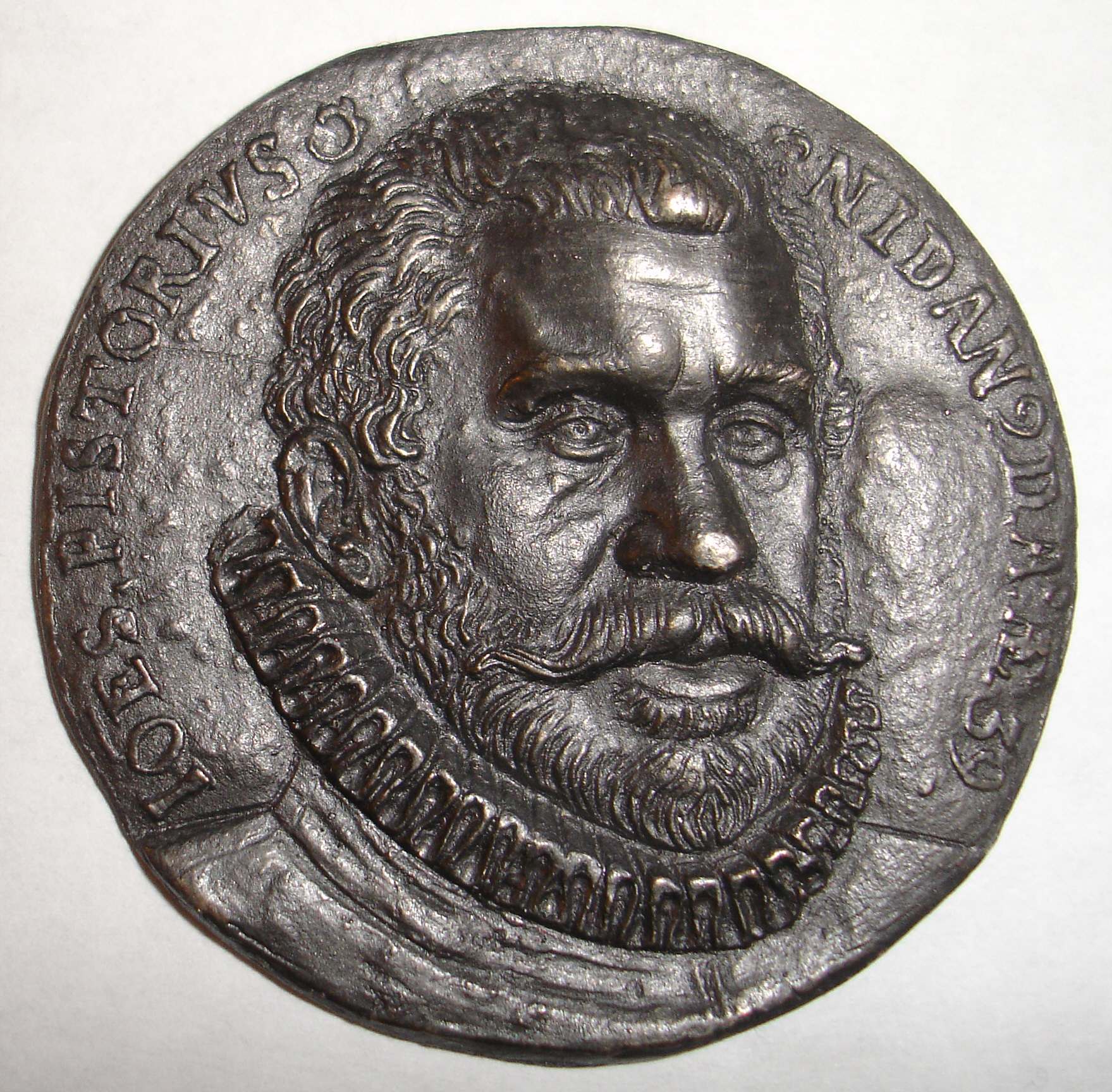
Pistoriusmedaille von 1584. Umschrift (Übersetzung): Johannes Pistorius aus Nidda im Alter von 39 Jahren

Johannes Pistorius (der Jüngere), nach seinem Geburtsort auch latinisiert (Iohannes Pistorius) Niddanus genannt (* 14. Februar 1546 in Nidda/Hessen; † 19. Juni 1608 in Freiburg im Breisgau) war ein deutscher Arzt, Historiker, katholischer Theologe und Kritiker der Hexenlehre in der Zeit der Konfessionalisierung.

## Leben
Pistorius’ Vater war der protestantische Reformator Hessens, Johannes Pistorius der Ältere, seine Mutter Margaretha (* 1. Februar 1516; † 24. Mai 1560) war die Tochter des Konrad Schreiber, Schreibers der Stadt Nidda in der Wetterau. 1555 verlor er während einer Pestepidemie sämtliche Geschwister.
Pistorius der Jüngere besuchte die Lateinschule von Nidda und studierte von 1559 bis 1567 Rechtswissenschaft und Medizin in Marburg, Wittenberg, Tübingen, Padua, Paris und zuletzt wieder in Marburg. 1567 wurde er zum Dr. jur. und am 11. Juni in Marburg zum Doktor der Medizin promoviert. Im selben Jahr heiratete er Catharina geb. Mayer, mit der er acht Kinder hatte, von denen vier das Erwachsenenalter erreichten. Das Paar wohnte zunächst ab 1568 in Frankfurt am Main und bis 1575 in Worms, wo Pistorius jeweils als Arzt praktizierte. 1575 bestellte ihn der Markgraf Karl II. von Baden-Durlach zu seinem Leibarzt und Historiographen. Pistorius zog nach Durlach. Er wurde Karls Ratgeber auch in politischen und theologischen Fragen. 1577 starb Karl. Aus dem Erbe erhielt der zweitälteste lebende Sohn, Jakob III., den Landesteil Baden-Hachberg. Er machte Pistorius 1584 zu seinem Geheimen Rat.
1583 starb Johannes Pistorius der Ältere, 1585 Johannes des Jüngeren Ehefrau Catharina. Vom Vater erbte der Sohn dessen große Bibliothek mit vielen Archivalien zur Reformationsgeschichte. Die Erstarrung der Reformationsidee nach Einführung der Konkordienformel einerseits und die Aufbruchstimmung in der katholischen Kirche nach dem Tridentinum andererseits veranlassten ihn 1588, vom lutherischen Bekenntnis zum Katholizismus zu konvertieren (Danach widmete er sich nur noch geistlichen Funktionen). Der Markgraf Jakob III. berief auf seine Initiative hin Religionsgespräche in Baden (1589) und Emmendingen (1590) ein. Nach dem zweiten Disput konvertierten auch der Hofprediger Johannes Zehender und der Markgraf selbst zum katholischen Bekenntnis. Der 28-jährige Jakob III. starb am 17. August 1590 infolge einer Arsenikvergiftung. Sein Nachfolger wurde sein protestantischer Bruder Ernst Friedrich von Baden.

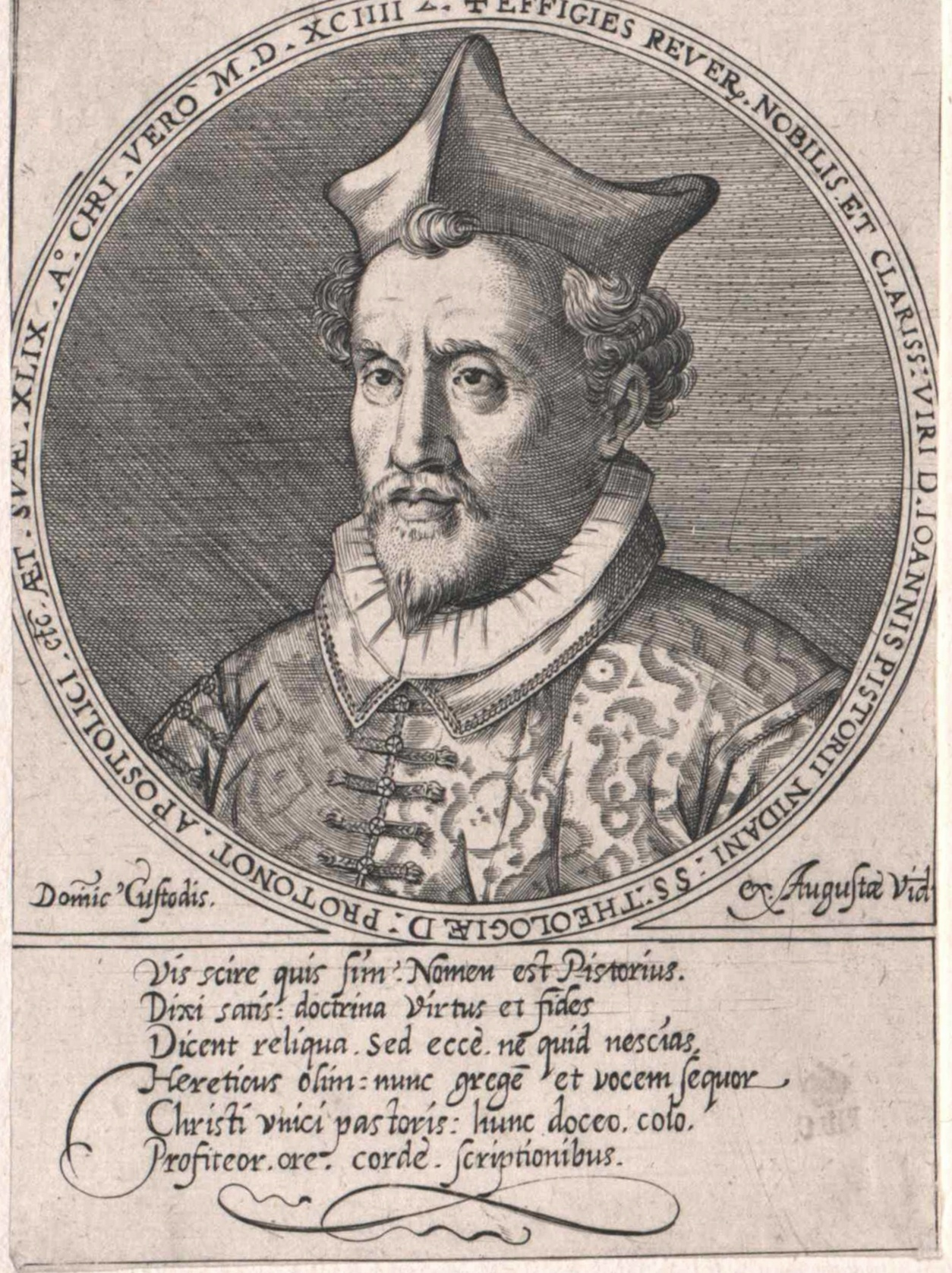
Johannes Pistorius als katholischer Priester

Pistorius musste den Hof verlassen und zog nach Offenburg. Er ging nach 1589 nach Freiburg im Breisgau, wo er ein Haus in der Vorstadt Neuburg erwarb, von 1590 bis 1591 Theologie studierte, von der theologischen Fakultät promoviert und 1592 Priester wurde, dazu bis 1594 Generalvikar des Bistums Konstanz, wo er 1592 das Jesuitenkolleg gegründet hatte. Im Streit um die oberbadische Okkupation unterbreitete er 1595 den Kompromissvorschlag, der lutherische Markgraf Ernst Friedrich von Baden-Durlach solle als kaiserlicher Kommissar das besetzte Gebiet unter Beschwörung gewisser weltlicher und geistlicher Bedingungen für etwa 28 Jahre behalten, um so eine Kompensation für die offenen Forderungen gegenüber seinem Vetter, dem katholischen Markgrafen Eduard Fortunat von Baden-Baden zu erhalten. Es war ein Zwist innerhalb des Hauses Baden, bei dem sich dynastische und konfessionelle Gegensätze gefährlich verschränkten. Der Kompromissvorschlag blieb erfolglos: bemerkenswert ist jedoch, wie Pistorius künftiges Unheil – des Dreißigjährigen Krieges – voraussah, wenn er an den katholischen bayerischen Herzog Wilhelm V. schrieb (aus dem Lateinischen): „Zwischen der kaiserlichen Majestät und den Lutheranern würden bei Gewaltanwendung Samen unvorstellbarer Zwietracht gestreut. Dann würde ein in seinen Ausmaßen unvorstellbar furchtbarer Krieg entfacht werden, wie es seit Väter Gedenken keinen gab.“
In der Folgezeit war er kaiserlicher Rat, Propst der Kathedrale von Breslau, apostolischer Notar und ab 1601 Beichtvater von Kaiser Rudolph II. Auf Vorschlag des Herzogs Karls III. von Lothringen und mit Zustimmung des Kaisers leitete er 1605 bei dem geisteskranken Herzog Johann Wilhelm von Jülich-Kleve-Berg die Durchführung eines Exorzismus, der jedoch nicht die erhoffte Heilung bewirkte. Pistorius starb am 19. Juni 1608 in Freiburg an Marasmus und wurde in der Kirche des Augustinerklosters bestattet. Seine Bibliothek kam in den Besitz der Jesuiten von Molsheim und nach der französischen Revolution in das theologische Grand Seminaire in Straßburg.
Das Pistoriusbrückle in Emmendingen erinnert seit 1998 unter anderem an seine Verdienste um die Stadtwerdung im Jahr 1590.

## Ein Hexenprozess in Freiburg
In Freiburg wurden von 1599 bis 1603 25 Frauen als Hexen hingerichtet, zuletzt, im August 1603, die Wäscherin Ursula Gatter aus Waldkirch. Das hatte für Stadt und Universität ein Folgeproblem.

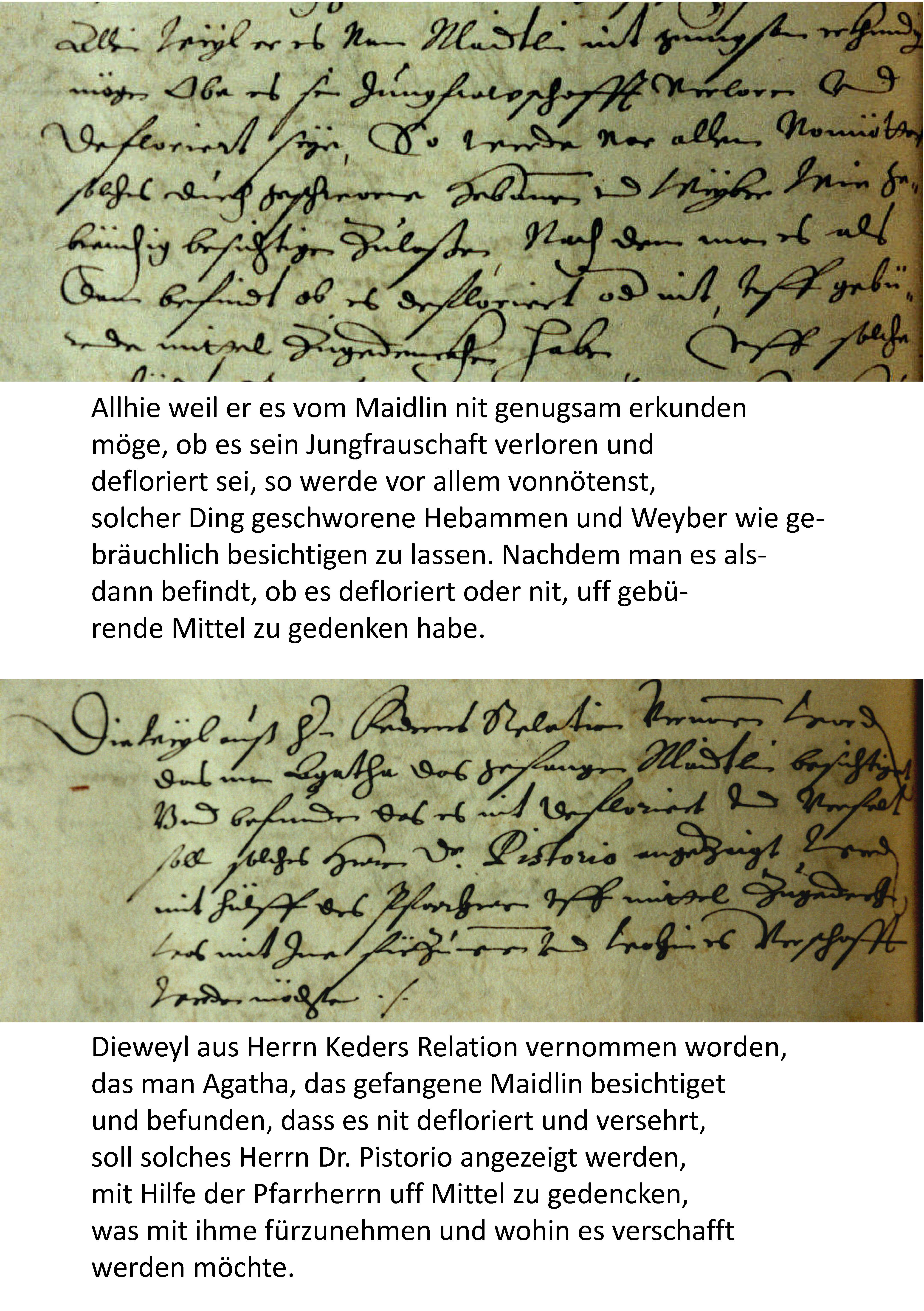
Stadtarchiv Freiburg: Untersuchungsauftrag und -ergebnis

Ursula Gatter hatte eine knapp 14-jährige Tochter Agatha Gatter. Das Mädchen gab zu, „daß es nit allein zum zehenden mal bey Hexenzusammenkünfften mit gedachter seyner Mutter gewäsen, sondern auch sich Gottes und seyner Heiligen verläugnet und vom bösen Geist zu 2 underschidlichen malen beschlaffen worden“ sei. Ein Rechtsgelehrter der Universität empfahl, man solle Agatha bis zum Alter von 16 Jahren gefangenhalten, dann aber, wenn der Verdacht der Hexerei fortbestehe, „in neier guttlicher oder peinlicher Inquisition durch die Tortur fürnemmen und nach  Befindung der Missetat die geliebte iustitiam administriren und exequiren“.
Am 17. November erklärte Pistorius dem Stadtrat, er wolle das Mädchen noch einmal verhören. Er fühlte sich, Arzt und Jurist, genötigt, das Geständnis ad absurdum zu führen. Geschworene Hebammen und Frauen sollten das Mädchen untersuchen. Drei Tage später berichtete der Ratsbeauftragte Jacob Keder das Ergebnis. Das Mädchen wurde „gegnadigt, der strenge rechtens überhebt und mit rath der rechtsgelerten und geistlichen sonderlichen herrn Dr. Johann Pistory ... einer frawen gehen in Constantz in zucht und cost verdingt. ... So allhie hinweggezogen, Montag den 12. Januariy anno 1604.“
Pistorius’ Eingreifen wirkte fort: In den folgenden sieben Jahren gab es in Freiburg keine Hexenverbrennung mehr.

## Schriften (Auswahl)

### Theologische Schriften
Seine zahlreichen Schriften gegen den Protestantismus, gegen Luther und zeitgenössische evangelische Kontroverstheologen sind gleichermaßen gekennzeichnet durch enormes Fachwissen und gründliche Kenntnis der gedruckten Werke Luthers sowie archivalisch belegter kirchengeschichtlicher Vorgänge während der Reformationszeit. Sie zeichnen sich durch Klarheit in der Argumentation und, wenn er provoziert wurde, durch Schärfe bis hin zur Polemik aus.
So veröffentlichte Pistorius einen detaillierten Bericht über die Konversion des Markgrafen Jakob III: Jakobs Marggrafen zu Baden … christliche, erhebliche und wolfundirte Motifen (Köln, 1591).
Weitere wichtige Schriften sind:
- Anatomia Lutheri. Köln, 1595–1598.
- Hochwichtige Merkzeichen des alten und neuen Glaubens. Münster 1599.
- Wegweiser vor alle verführte Christen. Münster 1599.

Pistorius wurde heftig attackiert. Zu seinen Gegnern gehörten Lucas Osiander der Ältere, Jacob Heerbrand, Johann Jakob Grynaeus, Jakob Andreae, Johannes Pappus, Ägidius Hunnius der Ältere, Cyriacus Spangenberg, Samuel Huber und Christoph Agricola. Theologen aus Wittenberg und Hessen schrieben Erwiderungen auf die Anatomia Lutheri.

### Historische Schriften
Pistorius beschäftigte sich auch mit Studien der Kabbala und veröffentlichte die Artis cabbalisticæ, h. e. reconditæ theologiæ et philosophiæ scriptorum tomus unus (Basel, 1587). Als Hofhistoriker des Markgrafen von Baden untersuchte er die Genealogie der Fürsten von Zähringen und brachte zwei Werke mit historischen Quellen in Umlauf: Polonicæ historiæ corpus, i. e. Polonicarum rerum latini veteres et recentiores scriptores quotquot exstant (Basel 1582), in welchem Buch auch die von Aeneus Sylvius (nachmalig Papst) geschriebene Historie von Polonia, Lithuania & Prussia sive Borussia, sowie Martin Cromers Polonia enthalten ist. Danach schrieb er Rerum Germanicarum veteres jam primum publicati scriptores aliquot insignes medii ævi ad Carolum V (Frankfurt am Main, 1583–1607). Eine Handschrift Collectanea Badensia von der unter anderem Johannes Gamans Auszüge machte, ist seit dem 17. Jahrhundert verschollen. Briefe von ihm an Franz Guillimann sind erhalten.

### Medizinische Schriften
Als Neunjähriger hatte Johannes in Nidda innerhalb von nur 19 Tagen den Tod seiner fünf Geschwister an der Pest erlebt. Vielleicht wählte er deshalb De vera curandae pestis ratione zum Thema seiner in Frankfurt am Main 1568 gedruckten Dissertation. Was ist die Pest, was sind ihre Ursachen, was ihre Symptome, wie kann man sich vor dem „Pesthauch“ hüten, ist ein Aderlass sinnvoll – sind einige seiner Fragen. Er insistiert darauf, nicht unbesehen antike Autoren wie Galenos zu übernehmen, sondern gemäß neuen Erkenntnissen wie der Anatomie des Andreas Vesalius und aus eigener Beobachtung zu urteilen. Unkenntnis des Körperinneren sei es zum Beispiel, bei Symptomen auf der rechten Körperseite am rechten Arm, bei Symptomen auf der linken Körperseite am linken Arm zur Ader zu lassen. Kommt Pistorius auch im Konkreten nicht über seine Zeit hinaus – die Pest entsteht durch giftige Dünste, Miasmen: Er öffnet die Medizin kritischer Empirie.
Weiter medizinische Schriften erschienen später: Daemonomania Pistoriana, magica et caballistica morborum curandorum ratio (Lauingen 1601), Consilium antipodagricum (Halberstadt 1659).
Singulär sind seine Berichte über die Vergiftung Jakobs III.

Pistorius und die Rechtsmedizin
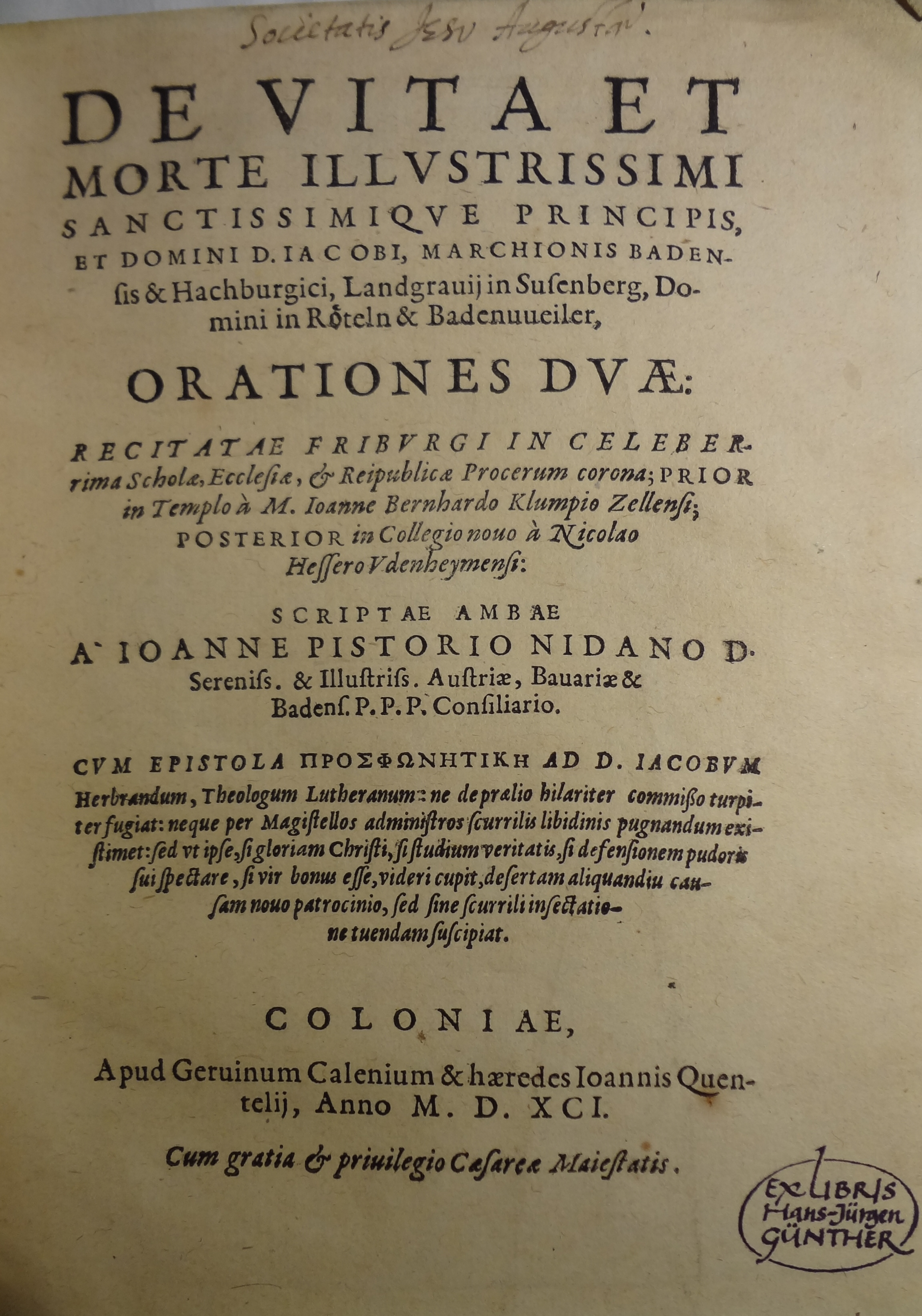
Titelblatt von Pistorius’ Sektionsprotokoll
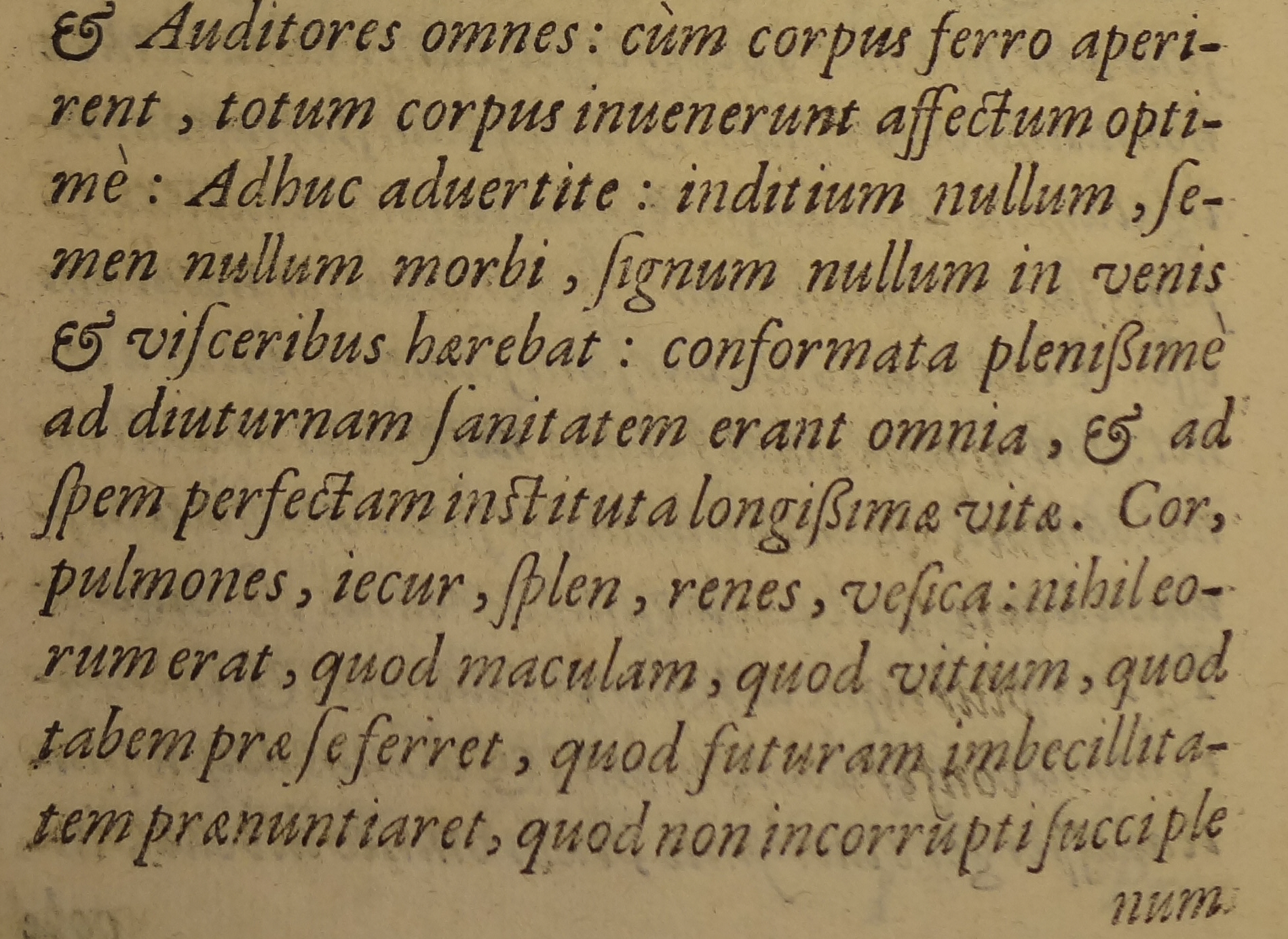
Seite 63: Jakobs Organe waren gesund (totum corpus affectum optime) …
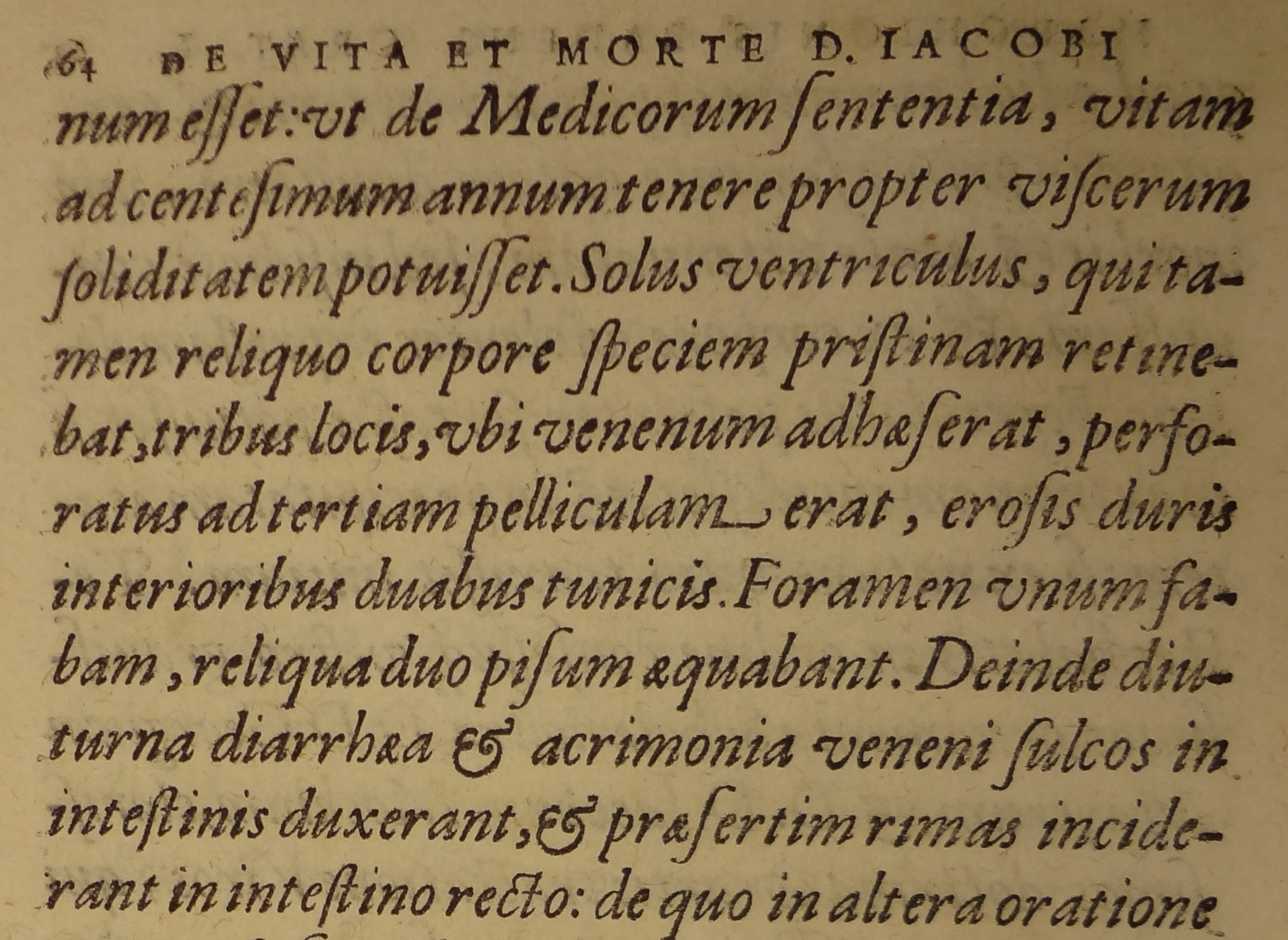
Seite 64: … mit Ausnahme des Magens, wo das Gift haftete (ubi venenum adhaeserat).

Er war während der kurzen, durch choleraartigen Durchfall gekennzeichneten Krankheit anwesend und hatte den Markgrafen gemeinsam mit zwei Professoren der Freiburger Medizinischen Fakultät obduziert. Krankengeschichte wie Sektionsprotokoll sind sehr präzise und erlauben rückblickend eine sichere Diagnose: Arsenikvergiftung. Es war eine der ersten rechtsmedizinischen Obduktionen in Deutschland und die erste, die von Freiburger Professoren durchgeführt wurde.